# Louis Albert Sigismond Jacques de Milly van Heiden Reinestein
Louis Albert Sigismond Jacques de Milly van Heiden Reinestein (Zuidlaren, 19 november 1847 - Oosterbeek, 31 maart 1929) was een Nederlandse burgemeester.

## Familie
De Milly van Heiden Reinestein, lid van de familie De Milly, was een zoon van burgemeester Paul Antoine Guillaume de Milly en Marie Frédérique Isabelle van Heiden Reinestein (1811-1874). Bij Koninklijk Besluit van 11 november 1876 werd zijn achternaam De Milly gewijzigd naar De Milly van Heiden Reinestein. Hij trouwde in 1877 met Rolina Maria van Holthe tot Echten. Uit dit huwelijk onder anderen Paul Antoine Guillaume de Milly van Heiden Reinestein.

## Loopbaan
De Milly van Heiden Reinestein studeerde rechten en werd in 1877 ambtenaar bij het Openbaar Ministerie in Emmen. Van 1888 tot 1893 was hij burgemeester van Zuidlaren. Hij was daarnaast lid van de Provinciale Staten van Drenthe. Hij was in 1909 kandidaat voor de Tweede Kamer, maar werd verslagen door Willem Treub. In 1915 werd hij benoemd tot rechter-plaatsvervanger in de rechtbank Assen. Hij was Ridder in de Orde van de Nederlandse Leeuw (1910) en in de Orde van Oranje-Nassau.